# Ulla Tvede Eriksen
Ulla Tvede Eriksen (født 1955) er en dansk trommeslager, og medlem af det danske kvindeband Shit & Chanel (1974-1982).
Efter en retssag anlagt af parfumefirmaet Chanel skiftede bandet i 1981 navn til Shit & Chalou.
Ulla Tvede Eriksen var også trommeslager i Jomfru Ane Band.